# Saint-Jeannet (Alpy Górnej Prowansji)
Saint-Jeannet – miejscowość i gmina we Francji, w regionie Prowansja-Alpy-Lazurowe Wybrzeże, w departamencie Alpy Górnej Prowansji.

## Demografia
Według danych na rok 1990 gminę zamieszkiwało 47 osób, a gęstość zaludnienia wynosiła 2 osoby/km². W styczniu 2015 r. Saint-Jeannet zamieszkiwało 58 osób, przy gęstości zaludnienia wynoszącej 2,5 osób/km².